# 夏有乔木雅望天堂
《夏有喬木，雅望天堂》，為連載小說，作者為中國網路作家籽月，共分為三部。2014年，由長沙大魚文化傳媒有限公司出品，花山文藝出版社出版，第三部在2014年7月上市。
同年，韓國導演趙真奎改編拍攝電影，由吳亦凡、韓庚、周元、盧杉演出，共計拍攝三部，第一部於2014年上半年正式開機，2016年8月5日在中国上映。

## 劇情簡介
- 《夏有喬木，雅望天堂Ⅰ》：第一部講述28歲的園林設計師舒雅望是出生在一個軍事後裔家庭，16歲的時候雅望的父親讓雅望去照顧10歲的夏木。夏木因為童年時候經歷一場死亡，跟已經死去多時的母親的屍體呆了一個晚上，成為內心與這個世界有強烈隔閡的孩子。雅望的溫暖漸漸融化了夏木的心；而雅望青梅竹馬的戀人唐小天在高中畢業後去當兵，並且認識了大學同學曲蔚然，最終引發一段不可收拾的故事。

- 《夏有喬木，雅望天堂Ⅱ》：第二部講述第一部裡魔鬼一般的少年——曲蔚然。曲蔚然是個品學兼優的好孩子，他總是輕柔優雅的輕笑著，像個貴族一般讓所有少年少女們仰望著。直到養父的出現，將他的面具擊碎，那不堪的一面即暴露在人群中，真相大白，他不過是一個被家庭暴力摧殘的可憐蟲而已。

- 《夏有喬木，雅望天堂Ⅲ》：第三部講述雅望的青梅竹馬——唐小天。

## 改編電影
韓國媒體於2014年9月12日的報導中提到，根據電影界相關人員的說法，吳亦凡確定將在電影《夏有喬木，雅望天堂》當中，與韓庚、周元共同演出，三人將在電影當中並列三大男主角，與女主角共同譜出浪漫的愛情故事。而電影劇本即改編於紅遍中國、擁有高人氣的網路小說《夏有喬木，雅望天堂》，講述三位男子與一位女子之間的愛情故事，由趙真奎導演掌鏡，於中國、韓國兩地取景。